# John R. Johnston

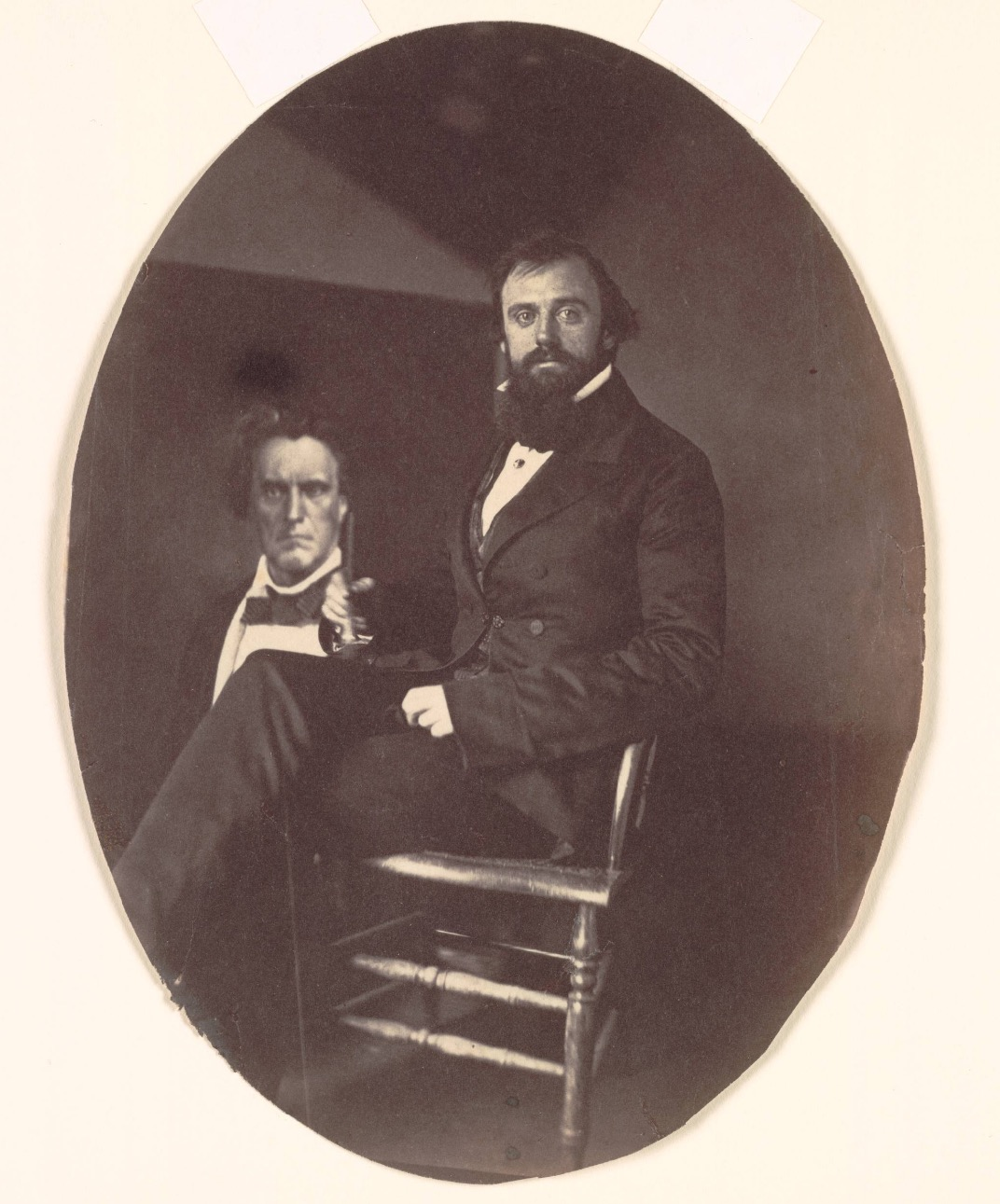
Selbstporträt mit dem Bildnis von Andrew Jackson, späte 1850er Jahre

John R. Johnston (* 10. März 1826 in Cincinnati, Ohio; † 29. Juli 1895 in Camden, New Jersey) war ein US-amerikanischer Historien-, Porträt-, Landschafts-, Panoramen- und Stilllebenmaler sowie Fotograf.

## Leben
Johnston, der jüngste Spross einer Familie mit fünf Kindern, begann seine künstlerische Ausbildung 1842 in Cincinnati bei Frederick Franks. Zur weiteren Ausbildung weilte er um 1847 in Baltimore. Zurück in Cincinnati ließ er sich von Henry Lewis engagieren, um an dessen Moving Panorama vom Mississippi River mitzuarbeiten. Mit Edwin Forrest Durang (1829–1911) stieg er im Frühjahr 1849 aus dem Projekt aus, um ihr eigenes Projekt, das Panorama of the Bible zu verwirklichen. Es wurde im August 1849 in Cincinnati uraufgeführt und ging dann auf Tournee nach Louisville und Philadelphia.
In den folgenden Jahren war Johnston hauptsächlich als Porträtmaler tätig. Nachdem er sich 1851 für den Stadtrat von Cincinnati hatte aufstellen und wählen lassen, war er einige Jahre als Bühnenmaler am National Theater angestellt. Im Sommer 1855 kolorierte er Fotografien für Ezekiel C. Hawkins (1808–1862), der die Herstellung von Daguerreotypien von Samuel F. B. Morse gelernt hatte. Im April 1856 eröffnete Johnston ein Atelier für Porträtfotografie. Im selben Jahr zog er damit nach Baltimore. 1858 war er neben anderen Malern und Fotografen von der Baltimore and Ohio Railroad dazu eingeladen, an einer „scenic excursion“ teilzunehmen, um die neue Linie Baltimore–Wheeling zu porträtieren.
Während des Sezessionskriegs focht Johnston im Range eines Hauptmanns für das First Maryland Regiment des Unionsheers. In dieser Zeit wurde er Opfer einer üblen Nachrede, in deren Folge er auf Befehl von General Lew Wallace verhaftet und in ein Militärgefängnis verbracht wurde. Dank des Einflusses des Eisenbahn-Unternehmers John W. Garrett (1820–1884) und des Erzbischofs Martin John Spalding wurde er nach einer gewissen Zeit aus der Haft entlassen. Daraufhin reiste er nach Europa. Von dort zurückgekehrt, präsentierte er die Geschichte seiner Europareise als Panorama. In den frühen 1870er Jahren lebte er in Philadelphia, wo er sich besonders dem Stillleben und der Landschaft widmete. 1872 ließ er sich in Camden, New Jersey, nieder. Dort zählte er zum Freundeskreis des Dichters Walt Whitman.
John R. Johnston war verheiratet mit Rebecca Freeman. Das Paar, das am 9. Februar 1847 geheiratet hatte, bekam einen Sohn und eine Tochter.